# Pourim sheni
Ne doit pas être confondu avec Pourim katan ou Pessa'h sheni.
Les Pourim sheniim (hébreu : פוריים שניים « seconds Pourim »), parfois appelés « Pourim spéciaux » ou « petits Pourim », sont des jours de joie localement institués par des communautés ou des individus pour célébrer leur échappée belle de diverses catastrophes (pogroms, incendies, expulsions, conversions forcées etc.). 
Comparables à moindre échelle au miracle national que célèbre la fête de Pourim, ils en reproduisent parfois les rites avec des jeûnes comparables à celui d’Esther, des meguillot spécialement rédigées pour relater le miracle et des prières spéciales ajoutées lors des services synagogaux.
Un grand nombre de Pourim sheniim a été institué au cours de l’histoire mais seuls quelques-uns sont encore observés de nos jours.

## Pourim sheni dans les sources juives
L’institution de ces jours semble dériver d’une pratique rabbinique consignée dans le Talmud : lorsqu’une personne a bénéficié d’un miracle en un certain lieu, les Sages lui prescrivent de bénir Dieu pour ce miracle lorsqu’elle retourne sur ce lieu ; au cours du temps, ce n’est plus le lieu mais la date du miracle (l’annulation d’un décret, de massacres ou d’autres occasions d’affliction) que l’on commémore annuellement.

### Pourimde Sébastien
Dans la communauté juive marocaine, un pourim sheni est célébré le 2 eloul pour fêter la défaite du roi portugais Sébastien Ier à la bataille des Trois Rois (la victoire portugaise aurait amené l'Inquisition au Maroc). Il est connu comme le pourim de Sébastien ou pourim des chrétiens.